# Georges-Claude Goiffon
Pour les articles homonymes, voir Goiffon.
Georges-Claude Goiffon, né le 11 aout 1713 à Lyon et mort le 10 mai 1776 à Maisons-Alfort, est un architecte français.

## Biographie
Georges-Claude Goiffon est le fils du médecin Jean-Baptiste Goiffon. Il est membre de l'Académie des beaux-arts de Lyon. Il en démissionne le 28 février 1755 à la suite de l'affaire Tolomas/d'Alembert ou le père jésuite Tolomas aurait insulté en latin le mathématicien d'Alembert. Il sera réélu le 5 juin 1764 à l'Académie des sciences, belles-lettres et arts de Lyon.